# It'z Different
It'z Different (estilizado como IT'z DIFFERENT) é o single álbum de estreia do girl group sul-coreano Itzy. Foi lançado em 12 de fevereiro de 2019 pela JYP Entertainment com o single "Dalla Dalla".

## Antecedentes e lançamento
Em 21 de janeiro de 2019, a JYP anunciou que estrearia um novo girl group, o primeiro desde Twice em 2015 e o primeiro grupo ídolo geral desde Stray Kids em 2017. O canal oficial da gravadora no YouTube carregou um trailer revelando as cinco integrantes. Em 1 de fevereiro, a primeira prévia do videoclipe do single "Dalla Dalla" foi postada no canal da JYP Entertainment no YouTube. Em 6 de fevereiro, a lista de faixas do álbum foi revelada com duas canções: "Dalla Dalla" e "Want It?". Em 8 de fevereiro, a segunda prévia do videoclipe foi postada. Itzy finalmente estreou em 12 de fevereiro de 2019, lançando It'z Different ao mesmo tempo que o videoclipe de "Dalla Dalla".

## Promoção
Itzy começou a promover It'z Different na transmissão ao vivo "The 1st Single Live Premiere" no V Live, no qual apresentaram "Dalla Dalla" pela primeira vez.
O grupo promoveu o single álbum nos programas musicais sul-coreanos M Countdown, Show Champion, Show! Music Core, Music Bank, Inkigayo e Show! Music Core, no qual elas receberam nove vitórias em programas musicais para sua canção de estreia.

## Lista de faixas
| It'z Different |                                                    |                        |                                                                                    |                              |         |  |
| N.º            | Título                                             | Letras                 | Música                                                                             | Arranjo                      | Duração |  |
| 1.             | "Dalla Dalla" (달라달라; lit. Diferente Diferente) | Galactika              | Galactika Athena                                                                   | Galactika                    | 3:19    |  |
| 2.             | "Want It?"                                         | Lee Seu-ran Tommy Park | Emile Ghantous Keith Hetrick Allison Gillis Aimee Proal Whitney Phillips Erin Beck | Emile Ghantous Keith Hetrick | 3:20    |  |
| Duração total: | Duração total:                                     | Duração total:         | Duração total:                                                                     | Duração total:               | 6:39    |  |

## Desempenho nas paradas musicais
| Parada musical                           | Melhor posição |
| ---------------------------------------- | -------------- |
| Japão (Oricon Japanese Combined Singles) | 22             |

## Histórico de lançamento
| Região        | Data                    | Formato                    | Gravadora                 | Ref.   |
| ------------- | ----------------------- | -------------------------- | ------------------------- | ------ |
| Coreia do Sul | 12 de fevereiro de 2019 | Download digital streaming | JYP Entertainment Dreamus | [ 10 ] |
| Várias        | 14 de fevereiro de 2019 | Download digital streaming | JYP Entertainment Dreamus | [ 10 ] |